# Patersonia graminea
Patersonia graminea är en irisväxtart som beskrevs av George Bentham. Patersonia graminea ingår i släktet Patersonia och familjen irisväxter. Inga underarter finns listade i Catalogue of Life.